# 누마다테 사키야
누마다케 사키야(일본어: 沼舘沙輝哉, 1991년 11월 2일 ~ 일본 가나가와현)은 일본기원 도쿄본원 소속의 바둑기사이다. 후지사와 카즈나리 8단의 문하생이다.

## 생애 및 입단
1991년 11월 2일 일본 가나가와현에서 태어나 2009년 겨울 후지사와 카즈나리 8단의 문하생으로 바둑에 입문했다.

## 승단 및 입상
- 2009년 겨울 입단
- 2010년 초단(初段)
- 2011년 제36기 일본 신인왕전(新人王戦) 8강
- 2011년 제21기 용성전(竜星戦) 본선 출전